# Попов Олександр Олександрович (військовик)
Олекса́ндр Олекса́ндрович Попо́в (3 квітня 1983 — 24 січня 2015) — капітан (посмертно) Збройних Сил України, учасник російсько-української війни.

## Життєпис
Працював у ДТЕК ШУ «Павлоградське», з 2000-го — гірничий майстер дільниці «Вентиляція і техніка безпеки».
В часі війни — доброволець, призваний 11 травня 2014-го, передовий авіанавідник, 17-а окрема танкова бригада.
24 січня 2015-го загинув від осколкового поранення — у часі танкового обстрілу терористами на блокпосту під Дебальцевим.
Похований у Тернівці. Вдома лишилися батьки.

## Нагороди та вшанування
- Указом Президента України № 213/2015 від 9 квітня 2015 року, «за особисту мужність і високий професіоналізм, виявлені у захисті державного суверенітету та територіальної цілісності України, вірність військовій присязі», нагороджений орденом Богдана Хмельницького III ступеня (посмертно)[1].
- Нагороджений «Іловайським Хрестом» (посмертно).
- У Тернівці відкрито стелу, на якій викарбувано імена полеглих за Україну тернівчан: Тарасов Дмитро Іванович, Подорожний Сергій Володимирович, Жеребцов Володимир Володимирович, Попов Олександр Олександрович.
- Вшановується в меморіальному комплексі «Зала пам'яті», в щоденному ранковому церемоніалі 24 січня[2][3].